# Bromley (borgo di Londra)
Il London Borough of Bromley è un borgo di Londra nel sud-est della capitale inglese.
È il borgo più esteso della Grande Londra con una superficie di 153 km².
La maggior parte del territorio è costituito da aree verdi, i centri urbani sono concentrati nella parte nord e ovest escluso Biggin Hill nell'estremità sud.
Il borgo è gemellato con Neuwied, Germania.

## Storia
Il borgo fu creato il 1º aprile 1965 con il London Government Act 1963, insieme a tutti gli altri borghi.
Comprende i distretti municipali di Bromley e di Beckenham, nonché i distretti urbani di Penge, Orpington e in parte di Chislehurst e Sidcup.
Il distretto municipale di Beckenham si trovava nel nord-est del Kent attorno alla città di Beckenham; divenne distretto urbano nel 1894 con la Legge sul Governo Locale 1894 e acquisì il titolo di distretto municipale nel 1935, per essere abolito nel 1965 con la Legge sul Governo Locale 1963. La sua area passò di competenza dal Kent alla Grande Londra insieme alle altre aree vicine che ora formano il Distretto di Bromley.
Nel 1969 il villaggio di Knockholt, che prima del 1965 era parte del Orpington Urban District, passò sotto la giurisdizione del distretto rurale di Sevenoaks (ora distretto di Sevenoaks) del Kent.

## Distretti del borgo
- Anerley che include Crystal Palace
- Beckenham (inclusi Eden Park, Elmers End, New Beckenham, Upper Elmers End)
- Bickley
- Biggin Hill
- Bromley con Bromley Park, Park Langley, Plaistow, Shortlands e Widmore
- Bromley Common
- Chelsfield
- Chislehurst e Chislehurst West
- Downe
- Elmstead
- Farnborough incluso Locksbottom
- Green Street Green
- Hayes
- Keston e il vicino agglomerato urbano di Nash
- Kevington
- Parte di Mottingham
- Orpington e le frazioni di Crofton, Derry Downs, e Goddington
- Penge
- Petts Wood
- Pratt's Bottom
- Shortlands
- Southborough
- St Mary Cray con Poverest
- St Paul's Cray
- Sundridge
- West Wickham e la vicina Coney Hall

## Sport
- Bromley Football Club, squadra dilettantistica di calcio.
- Cray Wanderers Football Club, secondo club calcistico più antico del mondo (fondato nel 1860)